# Période de Gauss
 (avril 2022).
Si vous disposez d'ouvrages ou d'articles de référence ou si vous connaissez des sites web de qualité traitant du thème abordé ici, merci de compléter l'article en donnant les références utiles à sa vérifiabilité et en les liant à la section « Notes et références ».
En mathématiques et plus précisément en arithmétique modulaire, une période de Gauss est une certaine sorte de somme de racines de l'unité. Les périodes de Gauss permettent des calculs explicites dans les corps cyclotomiques, en relation avec la théorie de Galois et l'analyse harmonique sur un groupe abélien fini. Elles sont à la base de la théorie classique appelée cyclotomie.
Elles furent introduites par le mathématicien allemand Carl Friedrich Gauss et furent à la base de sa théorie de constructions à la règle et au compas. Par exemple, la construction du polygone à 17 côtés qui fit sa réputation dépendait de l'algèbre de telles périodes, dont 
est un exemple lorsqu'elle est écrite sous la forme 

## Définitions générales
Soient un entier naturel n > 1, un sous-groupe H du groupe 
{\displaystyle G=(\mathbb {Z} /n\mathbb {Z} )^{\times }}
des inversibles modulo n, et 
{\displaystyle \zeta =\exp \left({\frac {2{\rm {i}}\pi }{n}}\right).}
Une période de Gauss de H est une somme P des racines primitives n-ièmes de 1 de la forme ζa, où a parcourt une classe dans G suivant H.
Une autre forme de cette définition peut être établie en termes de forme trace. Nous avons 
{\displaystyle P=\mathbf {Tr} _{\mathbb {Q} (\zeta )/L}(\zeta ^{j})}
pour un certain sous-corps L de ℚ(ζ) et un certain j premier avec n. Ici, pour correspondre à la forme précédente de la définition, on prend G comme étant le groupe de Galois de ℚ(ζ)/ℚ et H celui de ℚ(ζ)/L.

## Exemple
La situation est la plus simple lorsque n est un nombre premier p > 2. Dans ce cas, G est cyclique d'ordre p – 1, et possède un sous-groupe H d'ordre d pour chaque facteur d de p – 1. Par exemple, nous pouvons prendre H d'indice 2. Dans ce cas, H est constitué des résidus quadratiques modulo p. Par conséquent, un exemple d'une période de Gauss est
{\displaystyle P=\zeta +\zeta ^{4}+\zeta ^{9}+\cdots }
sommée sur (p – 1)/2 termes. Il existe aussi une période P* réalisée avec les exposants des résidus non quadratiques. Il est facile de voir que nous avons
{\displaystyle P+P^{*}=-1}
puisque le côté gauche de l'équation ajoute toutes les racines primitives p-ièmes de 1. Nous savons aussi, à partir de la définition de la trace, que P est lié à une extension quadratique de ℚ. Par conséquent, comme Gauss le savait, P satisfait à une équation quadratique à coefficients entiers. Élever au carré P comme une somme conduit à un problème de comptage, concernant combien de résidus quadratiques sont suivis par des résidus quadratiques, qui peut être résolu par des méthodes élémentaires (comme nous dirions maintenant, calculer une fonction zêta locale, pour une courbe qui est une conique). Ceci donne le résultat :
{\displaystyle (P-P^{*})^{2}=p} ou {\displaystyle -p}, pour {\displaystyle p=4m+1} ou {\displaystyle p=4m+3} respectivement.
Ceci, par conséquent, nous donne l'information précise de quels corps quadratiques sont inclus dans {\displaystyle \mathbb {Q} (\zeta )} (ceci pourrait être déduit aussi par des arguments de ramification en théorie algébrique des nombres ; voir Entier quadratique).
Comme il l'a montré, la racine carrée correcte à prendre est la positive (resp. i fois le réel positif), dans les deux cas.

## Sommes de Gauss
Les périodes de Gauss sont reliées intimement à une autre classe de sommes de racines de l'unité, maintenant généralement appelée sommes de Gauss (quelquefois sommes gaussiennes). La quantité
{\displaystyle P-P^{*}\,}
qui est apparue ci-dessus est l'exemple non-trivial le plus simple. On observe qu'elle peut aussi être écrite
{\displaystyle \sum \chi (a)\zeta ^{a}\,}
où {\displaystyle \chi (a)\,} ici représente le symbole de Legendre (a/p), et que la somme est prise sur les classes de résidus modulo p. Le cas général des sommes de Gauss remplace ce choix pour {\displaystyle \chi \,} par n'importe quel caractère de Dirichlet modulo n, la somme étant prise sur les classes de résidus modulo n (avec la convention usuelle {\displaystyle \chi (a)=0\,} si (a,n) > 1). 
Ces quantités sont douées d'ubiquité en théorie des nombres; par exemple, elles apparaissent significativement dans les équations fonctionnelles des fonctions L (les sommes de Gauss sont, dans un sens, analogues à la fonction gamma dans un corps fini[pas clair][réf. souhaitée]).

## Lien de parenté entre les périodes et les sommes
La relation avec les périodes de Gauss vient de l'observation suivante : l'ensemble des a modulo n pour lesquels {\displaystyle \chi (a)\,} prend une valeur donnée est une orbite O du type introduit plus tôt. Les sommes de Gauss peuvent, par conséquent, être écrites comme des combinaisons linéaires des périodes de Gauss, avec les coefficients {\displaystyle \chi (a)\,}; la réciproque est également vraie, comme une conséquence des relations d'orthogonalité (cf le paragraphe Algèbre du groupe de l'article Caractère d'un groupe fini) pour le groupe {\displaystyle (\mathbb {Z} /n\mathbb {Z} )^{\times }}. En d'autres termes, les deux ensembles de nombres sont transformés de Fourier l'un de l'autre. Les périodes de Gauss sont liées dans des corps plus petits, en général, puisque les valeurs du {\displaystyle \chi (a)\,} lorsque n est un nombre premier p sont les racines (p – 1)-ièmes de l'unité. D'autre part, les propriétés algébriques des sommes de Gauss sont plus faciles à transposer.